# Federico Fernández Alonso

Federico Fernández nació en Vigo en 1972 es licenciado en Bellas Artes, en la especialidad de Pintura, por la Universidad de Vigo. Ha colaborado con sus ilustraciones para las editoriales Galaxia, Xerais y Kalandraka. Actualmente es profesor en la Escuela Municipal de Artes y Oficios de Vigo y es uno de los promotores del espacio artístico El Halcón Milenario (Vigo). Entre otros galardones, ha recibido el 1º Premio Nacional a las Mejores Ilustraciones de Libros Infantiles y Juveniles en 2002 por su trabajo en la obra de Miriam Sánchez ¿Dónde perdió Luna la risa? (Kalandraka).

Premios obtenidos
Premio a las Mejores Ilustraciones de Libros Infantiles y Juveniles (1978-93;94-2007) (Ministerio de Cultura (*)) en 2002 por ¿Dónde perdió Luna la risa?/ Miriam Sánchez, Federico Fernández [1º Premio]

Obra Infantil y Juvenil
- Balea / Fernández & González  -  Kalandraka ,  (2015)
- Antxume Bizardunak / testua, herri-ipuinean oinarrituta Olalla González ; irudiak Federico Fernández ; [itzulpena], Manu López Ganesi  -  Pamiela,  (2014)
- As aventuras de Laxeiro / [idea, Fundación Laxeiro ; texto, Javier Pérez Buján ; ilustracións, Federico Fernández]  -  Fundación Laxeiro,  (2011)
- O raposo Colabranca / Xosé Carlos Caneiro ; ilustracións de Federico Fernández  -  Galaxia,  (2011)
- Os sete cabuxos / Irmáns Grimm ;adaptación, Xesús Carballo Soliño ; ilustracións, Federico Fernández  -  Galaxia,  (2009)
- Don Agapito o apesarado / Joel Franz Rosell ; ilustracións de Federico Fernández ; [traducción, Xosé Manuel González]  -  Kalandraka ,  (2008)
- O debut de Martino Porconi / Xosé A. Neira Cruz ; ilustracións, Federico Fernández ; Real Filharmonía de Galicia, director, Maximino Zumalave  -  Galaxia,  (2008)
- Piratas, bruxas e outros amigos / Daniel Ameixeiro ; ilustracións, Federico Fernández  -  Galaxia,  (2007)
- Camiño solitario / Ánxela Gracián ; ilustracións de Federico Fernández  -  Galaxia,  (2006)
- Bonifacio foi a palacio / Daniel Ameixeiro ; il·lustracións, Federico Fernández  -  Tambre,  (2005)
- Chibos chibóns / adaptación de Olalla González a partir do conto popular; ilustracions de Federico Fernández ; [traducció al català, Ariadna Martín Sirarols]  -  Kalandraka ,  (2004)
- Contos de charlatáns, grumetes, botas e fendas / Fina Casalderrey ... [et al.] ;ilustracións, Federico Fernández  -  Dirección Xeral de Promoción Cultural,  (2004)
- El mundo de papá / Moka; ilustraciones, Federico Fernández ; traducción, Elena del Amo  -  Edelvives,  (2004)
- Polo mar van as sardiñas / Xohana Torres ; [ilustracións, Federico Fernández]  -  Galaxia,  (2004)
- A illa do tesouro / Robert Louis Stevenson; trad. Xavier Alcalá; il., Federico Fernández Alonso  -  Xerais de Galicia,  (2003)
- A pantasma do Canterville / Oscar Wilde; trad., Gustavo Luca de Tena; il., Federico Fernández Alonso  -  Xerais de Galicia,  (2003)
- A chamada da selva / Jack London ;traducción, introducción e notas, Gonzalo Navaza ; ilustracións, Federico Fernández Alonso  -  Xerais de Galicia,  (2002)
- As aventuras de Pinocchio [Texto impreso] / Carlo Collodi ; traducción e notas, Antón Santamarina ; ilustracións, Federico Fernández Alonso  -  Xerais de Galicia,  (2002)
- ¿Dónde perdió Luna la risa? / Miriam Sánchez, Federico Fernández  -  Kalandraka ,  (2001)

Referencias
PREMIO NACIONAL DE LITERATURA INFANTIL A LA MEJOR LABOR DE ILUSTRACIÓN DE LIBROS INFANTILES (1978-2007)
Kalandraka - Balea Archivado el 20 de febrero de 2018 en Wayback Machine.